# Eichoichemus kalettai
Eichoichemus kalettai là một loài ruồi trong họ Asilidae. Eichoichemus kalettai được Ayala miêu tả năm 1978. Loài này phân bố ở vùng Tân nhiệt đới.